# NorthEast United Football Club
Maillots
Le NorthEast United Football Club (en assamais : নৰ্থ ইষ্ট ইউনাইটেড এফ চি, et en hindi : नॉर्थईस्ट यूनाइटेड फुटबॉल क्लब), plus couramment abrégé en NorthEast United, est un club indien de football fondé en 2014 et basé dans la ville de Guwahati, dans l'État d'Assam.
Le club est une franchises de l'Indian Super League.

## Histoire
L'équipe est possédée par l'acteur de Bollywood John Abraham et par le club indien Shillong Lajong. L'équipe joue ses matchs à domicile au Stade Indira Gandhi.
Lors de sa première saison, l'équipe est entraînée par l'ancien sélectionneur de la Nouvelle-Zélande Ricki Herbert. Le joueur-clé de l'équipe est l'espagnol Joan Capdevila.
Le premier match de l'histoire du club se joue le 13 octobre 2014 contre le Kerala Blasters et se solde par une victoire de 1-0. Le premier buteur du club est Koke à la 45e minute de ce même match.

## Personnalités du club

### Présidents du club
- John Abraham /  Shillong Lajong

### Entraîneurs du club
| Rang | Nom                       | Période                   |
| ---- | ------------------------- | ------------------------- |
| 1    | Ricki Herbert             | Octobre-décembre 2014     |
| 2    | César Farías              | Juin-décembre 2015        |
| 3    | Nelo Vingada              | Juillet 2016-mai 2017     |
| 4    | João Carlos Pires de Deus | Juillet 2017-janvier 2018 |
| 5    | Avram Grant               | Janvier 2018- 2018        |
| 6    | Eelco Schattorie          | Janvier 2018- 2019        |
| 7    | Robert Jarni              | 2019- 2020                |
| 8    | Khalid Jamil              | 2020                      |
| 9    | Gerard Nus                | 2020-                     |

### Joueurs du club

#### Joueurs emblématiques du club
Le tableau suivant présente la liste des capitaines principaux du NorthEast United depuis 2014.
| Rang | Nom            | Période |
| ---- | -------------- | ------- |
| 1    | Joan Capdevila | 2014    |